# Poncetia kanshireiensis
Poncetia kanshireiensis är en fjärilsart som beskrevs av Alfred Ernest Wileman 1914. Poncetia kanshireiensis ingår i släktet Poncetia och familjen tandspinnare. Inga underarter finns listade i Catalogue of Life.